# Aïssatou Mbodj
Pour les articles homonymes, voir Mbodj.
Aïssatou Mbodj, ou Aïda Mbodj, née à Bambey, Département de Bambey, région de Diourbel, au Sénégal, et docteur en géostratégie politique, est une figure de proue de la politique sénégalaise et un modèle de leadership féminin ; est une femme politique sénégalaise qui a été ministre à plusieurs reprises.

## Biographie
Aïssatou Mbodj, surnommée la «Lionne du Baol», a d'abord été membre du Parti socialiste du Sénégal (PS) et est ensuite passée au Parti démocratique sénégalais (PDS). Elle est maire de sa ville natale de Bambey, jusqu'à ce qu'elle soit remplacée par Pape Diouf en 2000. Après avoir été adjointe au maire et secrétaire élue au bureau du conseil régional en 1996; elle devient la première femme Maire de Bambey, en 2009. En 2014, en plus de présider le Conseil départemental de Bambey, elle occupe les fonctions de député, première femme Présidente du groupe parlementaire, de ministre, puis ministre d'Etat. En 2020, elle a soutenu une thèse de doctorat sur la gouvernance territoriale.

## Carrière politique
Dans le premier gouvernement de Macky Sall (du 21 avril 2004 au 23 novembre 2006), elle est ministre de la Femme, de la Famille et du Développement social. Elle est toujours en poste après le remaniement à l'origine du second gouvernement de Macky Sall (du 23 novembre 2006 au 19 juin 2007), cette fois avec des fonctions élargies et le titre de ministre de la Femme, de la Famille, du Développement social et de l'Entreprenariat féminin.
Contre toute attente, elle ne figure plus dans le nouveau gouvernement formé par Cheikh Hadjibou Soumaré, qui nomme Awa Ndiaye à ce poste en juin 2007.
Aux élections législatives de juillet 2007, Aïssatou Mbodj est élue pour la première fois sur la liste nationale de la coalition SOPI en tant que membre de l'Assemblée nationale du Sénégal. Elle prend alors les fonctions de quatrième vice-présidente de l'Assemblée. Aux élections locales de 2009, elle se présente à nouveau au poste de maire de Bambey mais n'est pas été en mesure de l'emporter contre le titulaire Pape Diouf, affilié au parti Rewmi d'Idrissa Seck.
En 2009, elle est nommée ministre de la Transformation alimentaire des Produits agricoles. Elle démissionne dix jours plus tard, après avoir jugé que ce ministère était une coquille vide.
Aux élections législatives sénégalaises de 2012, Aïssatou Mbodj est réélue membre de l'Assemblée nationale sur la liste nationale du PDS. En 2014, elle devient présidente du département de Bambey et occupe ce poste jusqu'en avril 2016. Le 14 octobre 2016, elle reprend le poste de présidente du groupe parlementaire libéral et démocrate. Aux élections législatives sénégalaises de 2017, elle est réélue membre de l'Assemblée nationale, où elle représente les intérêts de Bambey.